# Gamal Al-Ghandour
Gamal Mahmoud Ahmed Al-Ghandour (El Cairo, 12 de junio de 1957) es un exárbitro de fútbol egipcio . Fue objeto de polémica por su arbitraje en el partido de cuartos de final entre España y Corea del Sur de la Copa Mundial de Fútbol de 2002. Días antes, había manifestado ser gran seguidor del fútbol español.
Al día siguiente del partido, se habló en todos los medios deportivos mundiales de soborno por la actuación de este y su equipo de árbitros. No fue sancionado por la FIFA, aunque se reconoció la necesidad de que fueran árbitros procedentes de países con más tradición futbolística los que arbitraran los partidos internacionales más importantes.
Al-Ghandour nunca reconoció su culpa en su cuestionable labor arbitral de aquel día, y se excusó diciendo que fueron sus linieres quienes cometieron los graves fallos que perjudicaron a la selección española, y dieron el pase a la selección surcoreana, anfitriona de aquel mundial. Sin embargo, en 2015, con la investigación por el Departamento de Justicia de los Estados Unidos a la FIFA por corrupción, ese partido volvió al centro de la atención pública, al estar involucrados en su organización varios cargos a la FIFA expuestos por corrupción en otros asuntos, como la elección de las sedes de Rusia y Catar para los mundiales de fútbol de 2018 y 2022, lo que vuelve a levantar las sospechas de corrupción sobre el propio árbitro, Al-Ghandour.
Cabe destacar que este colegiado, había sido, hasta el 2021, el único árbitro no europeo en pitar en una Eurocopa, concretamente en la del año 2000 celebrada en Países Bajos y Bélgica, arbitrando dos encuentros de la fase de grupos, el España-Noruega (0-1) y el Dinamarca-República Checa (0-2), cuando el árbitro argentino Fernando Rapallini dirigió en la Eurocopa 2020.